# 黄巢转战中原之战
黄巢转战中原之战，唐僖宗乾符四年（877年）十月至乾符五年（878年）三月，黄巢率领民变军隊在中原地区同唐朝官軍进行斗争的流动作战。
877年十月，黄巢南下进攻蕲州（治蕲春，今湖北省蕲春县北）、黄州（治今湖北省武汉市新洲区），被唐朝招讨副使曾元裕抗击，民变军损失四千人。黄巢为避实就虚，回军河南。经过跋涉，十二月攻占匡城（今河南省长垣县西南）、濮州（治今山东省鄄城县东北）。唐朝颍州刺史张自勉率诸道兵进击黄巢。为摆脱张自勉，878年初，黄巢率军南下，进攻亳州（治今安徽省亳州市）。二月，王仙芝在黄梅战役中兵败阵亡，部将尚让等突围后，率余部投奔正在攻打亳州的黄巢，推举黄巢为“黄王”，号“冲天大将军”，废唐乾符年号，改元“王霸”，设置官属，建立政权。接着，黄巢率领大军从亳州出发，连克沂州（治今山东省临沂市）、濮州，聚众达十万。但其后却多次为官军所败。黄巢施缓兵之计，下书给天平节度使张杨（一作张褐），要其转奏朝廷乞降，唐僖宗下诏，以黄巢为“右卫将军，令就郓州解甲”，黄巢置之不理。三月，民变军经过休整，自滑州（治今河南省滑县）攻打宋州、汴州（治今河南省开封市），占领卫南（今河南省滑县东），遂进攻叶县（今河南省叶县）和阳翟（今河南省禹州市），掠襄邑（今河南省睢县）、雍丘（今河南省杞县），威逼东都，朝廷大震。唐僖宗连忙下令曾元裕从荆襄地区还卫东都，命昭义、河阳、宣武三镇共发兵三千。火速前往洛阳保卫东都。又命义成军三千人把守伊阙（今河南省洛阳市南）、河阴（今河南省荥阳市北）、虎牢（今河南省荥阳市西北）等洛阳外重要关隘。以左神武大将军刘景仁担任东都应援防遏使，统领三镇兵，并在当地募兵二千人。正当唐朝拼凑保卫东都军事防线时，黄巢却率领数万大军，突然挥师南下，进军江南。黄巢转战中原达半年之久，多次粉碎了唐朝的追击，并在转战途中建立了政权，使唐末民变进入新时期。